# Portrait de musicien (Titien)
Le Portrait d'un musicien est une peinture à l'huile sur toile de 99 × 81,8 cm réalisée par Titien ; datant de 1515-1520 environ, elle est conservée à la galerie Spada à Rome.

## Histoire
L'œuvre, autrefois attribuée à Giorgione, a ensuite été rapprochée du portrait du musicien Battista Ceciliano di Orazio Vecellio (fils du Titien), cité par Vasari, même s'il n'y a aucune preuve d'une telle identification. C'est Federico Zeri, en 1954, qui a confirmé l'attribution au Titien, à mi-chemin entre les portraits des dix premières années, et les traits plus fluides des périodes ultérieures. D'autres l'ont reporté à une phase ultérieure, proche des années de la quarantaine de l'artiste, mais c'est une position minoritaire.

## Description
À partir d'un arrière-plan sombre émerge un personnage masculin, la tête tournée vers le spectateur, et lui jetant un regard. Il maintient ses mains sur un bureau où on lit CA, et saisit, avec l'autre main, le manche en volute d'un instrument à cordes, peut-être celui d'une viole.